# Монтальвос
Монтальвос (ісп. Montalvos) — муніципалітет в Іспанії, у складі автономної спільноти Кастилія-Ла-Манча, у провінції Альбасете. Населення — 132 особи (2010).
Муніципалітет розташований на відстані близько 200 км на південний схід від Мадрида, 23 км на північний захід від Альбасете.

## Демографія
Динаміка населення (INE ):

## Галерея зображень
- Розташування муніципалітету у провінції Альбасете